# Ачьэккооль
Ачьэккооль (устар. Ачиккууль) — река на севере Дальнего Востока России, на острове Айон, протекает по территории Чаунского района Чукотского АО. Длина реки — 27 км.
Чукотское название Ачьэӄкоол, где «ачьэӄ» — «савка», коол — «глубокая речка».
Берёт исток в безымянном озере, в верховьях протекает на юго-восток, затем поворачивает на северо-запад, в низовьях уходит на восток; впадает в залив Ачьэккооль, являющийся частью пролива Средний, который соединяет Чаунскую губу с Восточно-Сибирским морем.

## Данные водного реестра
По данным государственного водного реестра России относится к Анадыро-Колымскому бассейновому округу.